# Aenasius abengouroui
Aenasius abengouroui är en stekelart som först beskrevs av Jean Risbec 1949.  Aenasius abengouroui ingår i släktet Aenasius och familjen sköldlussteklar. Inga underarter finns listade i Catalogue of Life.